# Dysmachus obtusus
Dysmachus obtusus là một loài ruồi trong họ Asilidae. Dysmachus obtusus được Becker miêu tả năm 1923. Loài này phân bố ở vùng Cổ Bắc giới.